# Enrico di Beaumont
Enrico di Beaumont (... – 10 marzo 1340) I barone di Beaumont fu uno dei nobili che rivestì un ruolo nelle Guerre di indipendenza scozzesi. Veterano di guerra prese parte a diverse battaglie dalla Battaglia di Falkirk del 1298 alla Battaglia di Halidon Hill del 1333 e benché non sia mai arrivato agli onori delle cronache la sua esperienza militare lo portò a sviluppare tecniche che sarebbero state usate in seguito anche in grandi battaglie come la Battaglia di Crécy. Politicamente fu più vicino a Edoardo II d'Inghilterra che a Roberto I di Scozia, Enrico si sposò attorno al 1310 con Alice Comyn e per questo divenne Conte di Buchan.

## Al fianco degli inglesi
Enrico nacque in una data imprecisata da Luigi di Brienne, figlio di Giovanni di Brienne, e Agnes de Beaumont. Della sua infanzia o adolescenza non è noto nulla e le prime notizie certe su di lui risalgono al 1297 quando lo si trova a combattere nelle Fiandre per conto di Edoardo I d'Inghilterra combattendo contro gli uomini di Filippo IV di Francia. Nel 1298 Edoardo tornò in patria per fronteggiare le conseguenze della sconfitta patita nella Battaglia di Stirling Bridge l'autunno precedente ed Enrico era con lui.
Il 22 luglio 1298 Enrico combatté contro l'esercito di William Wallace alla Battaglia di Falkirk sconfiggendo il patriota scozzese, tornò poi a combattere di nuovo contro gli scozzesi nel 1302.
Quando Edoardo morì nel 1307 gli succedette il figlio Edoardo II d'Inghilterra che donò ad Enrico diversi possedimenti, castelli e proprietà fra cui quelle di Folkingham, Barton-upon-Humber ed Heckington tutte situate nel Lincolnshire. Enrico venne anche convocato in parlamento presenziandovi dal 1309 al 1332 e poi ancora dal 1334 al 1339, nel primo periodo era ascritto come Lord Beaumont e poi divenne, grazie alla moglie Conte di Buchan. Nel breve periodo in cui Edward Balliol (1283 circa-1367) sedette sul trono di Scozia dopo la Battaglia di Halidon Hill del 1333 Enrico sedette anche nel parlamento scozzese.
Fra i vari possedimenti gli venne data anche una rendita proveniente dalla Signoria dell'Isola di Man donatagli nel 1310. L'anno seguente lui e la sorella Isabella vennero banditi dalla corte per farvi ritorno solo nel 1313 anno in cui ebbero anche la restituzione dei castelli di Seacourt e Tackley, quando ella morì nel 1334 tutti questi beni andarono a Enrico.
Nel 1314 alla Battaglia di Bannockburn egli combatté al fianco degli inglesi e, quando fu chiaro che lo scontro era perso, scappò con Edoardo. Per tutta risposta Roberto I di Scozia lo privò del contado scozzese di Buchan.

## Diseredato
A novembre Enrico fu tra i nobili di ascendenza scozzese che subirono il provvedimento di confisca messo in atto dal parlamento contro tutti coloro che detenevano terre e titoli in Scozia, ma che avevano combattuto, o continuavano a schierarsi, al fianco dell'Inghilterra. Tutti questi nobili divennero noti come i Diseredati e fra questi si contavano uomini di una certa importanza come David III Strathbogie (1309 circa-30 novembre 1335), figlio del vecchio Conestabile di Scozia, tuttavia Enrico dimostrò di essere di gran lunga il più determinato nel recuperare tutto ciò che aveva perduto.
Rimanendo fedele agli inglesi combatté con loro alla Battaglia di Boroughbridge del 1322, tuttavia quando i due sovrani iniziarono a parlare di tregua nel 1323 Enrico si oppose strenuamente a qualunque accordo che avrebbe finito col trascurare i diritti dei Diseredati di cui era divento il portavoce. Edoardo si impose sopra Enrico e i due finirono col litigare, Enrico venne anche brevemente imprigionato per disprezzo e disobbedienza verso il Consiglio privato di cui era membro. Ritiratosi da corte Enrico continuò dal suo esilio a tramare per i propri interessi arrivando ad allearsi con Isabella di Francia, la moglie di Edoardo, ed il suo amante Ruggero Mortimer, I conte di March. Tale alleanza tuttavia non si dimostrò fruttifera perché la coppia, dopo il colpo di Stato del 1327 in cui deposero Edoardo rimpiazzandolo con il figlio Edoardo III d'Inghilterra di soli 15 anni, non portò avanti le sue richieste.
Isabella e Ruggero erano ansiosi di superare la fase di stallo che si era creata al nord e per questo nel maggio del 1328 firmarono il Trattato di Edimburgo-Northampton che ignorava, una volta di più, i diritti dei Diseredati. Molti dei nobili coinvolti si vergognarono di quella che consideravano una pace disonorevole e quando Enrico Plantageneto nel 1328 Enrico, insieme a diversi nobili, si unì alla sua lotta. Costoro divennero il nucleo del partito che andò a sostenere Edoardo Balliol, figlio Giovanni di Scozia, e pretendente al trono scozzese. La rivolta del Plantageneto terminò nel gennaio 1329 e lui insieme agli altri rivoltosi venne perdonato, questa sorte non toccò a Enrico che iniziò a complottare contro Mortimer.
Quando Edmondo Plantageneto fu arrestato nel marzo 1330 con l'accusa di voler rimettere sul trono Edoardo II, e al riguardo era stato ingannato facendogli credere che fosse ancora vivo, egli testimoniò al processo di aver incontrato Enrico a Parigi, dove egli gli avrebbe detto che il suo tentativo sarebbe stato supportato dalle milizie scozzesi del Conte di Mar. Woodstock venne giustiziato, a Enrico venne proibito di tornare in Inghilterra e Mortimer ed Isabella restarono al potere.
Il Trattato di Northampton sembrava aver deluso per sempre le speranze dei Diseredati, ma due fattori intervennero in rapida successione, nel 1329 Roberto di Scozia era morto e l'anno seguente il diciottenne Edoardo III prese il potere nelle proprie mani, eliminò Mortimer, imprigionò la madre e prese la corona nelle proprie mani.
In Scozia era salito al trono Davide II di Scozia un bambino di cinque anni e la sua ascesa era coincisa con una serie di tensioni interne che si accompagnavano quasi sempre alla successione di un minorenne. Edoardo sembrò voler mantenere la pace con la Scozia, ma era risaputo che egli era d'accordo con coloro che ritenevano il Trattato una pace vergognosa e quando, nello stesso anno, chiese agli scozzesi di ridare il contado di Buchan ad Enrico la sua richiesta venne respinta.
Quando ormai la causa dei Diseredati pareva persa aveva ripreso improvvisamente vita, ma necessitava di una direzione e di un obiettivo, di una causa che fosse più grande di un'ambizione frustrata. Tale causa venne trovata nelle pretese al trono di Scozia di Edward Balliol.
Balliol è chiaramente una figura importante tuttavia è difficile capire se egli fosse davvero ambizioso o fosse solo uno strumento nelle mani di uomini più ambiziosi di lui, egli non aveva preso parte alla Prima guerra di indipendenza scozzese e non si sa se avesse esperienze militari di un qualche tipo prima di giungere in Scozia nel 1332. A capo del movimento c'era ancora Enrico che incitò Edward, con l'approvazione di Edoardo III, di lasciare il proprio rifugio francese per reclamare il trono che era stato del padre. Egli era un veterano esperto ed è probabile che sia lui l'artefice della vittoria di Balliol alla Battaglia di Dupplin Moor dell'agosto 1332 e non è da escludere che la vittoria di Edoardo III alla Battaglia di Halidon Hill dell'anno seguente abbia fra le sue cause i consigli di Enrico. Egli non si limitò a condurre l'esercito di Balliol, ma lo provvide dei mezzi necessari perché potesse conquistare la Scozia stando a capo di un esercito di predoni.

## Una corona per un contado
Nel salire al trono Balliol dovette essere memore dell'aiuto fornitogli da Enrico, ma dovette anche essersi accorto che l'infaticabile conte era un amico prezioso, ma anche un nemico pericoloso. Fin dal 1323 era stato chiaro che la lealtà di Enrico era sempre andata a coloro che potevano essergli utili per farlo ritornare in possesso delle proprie terre, tuttavia Balliol abbracciò la causa di Enrico per un motivo più sottile, il continuo tramare del suo protettore poteva dargli l'occasione di recedere dalla pace del 1328.
A partire dalla fine del 1330 Balliol cominciò un'intensa attività diplomatica a favore di Enrico e Thomas Wake, II barone Wake di Liddesdale (1297-31 maggio 1349) gli unici due nobili riconosciuti come Diseredati dai governi inglese e scozzese e per questo egli scrisse a Davide perché i domini dei due uomini tornassero nelle loro mani. Tuttavia Balliol dovette anche capire quanto sarebbe stato improbabile che i nobili scozzesi ammettessero Enrico e Wake fra le loro file; avrebbe infatti avuto poco senso permettere di acquisire potere nell'ovest e nel nord est della Scozia a due persone i cui interessi politici erano chiaramente riposti dalla parte del nemico e che erano veementi oppositori del Trattato. Thomas Randolph (I conte di Moray) che era Reggente per conto di Davide rigettò la richiesta, com'era ovvio che fosse, ed Enrico iniziò a cercare nuovi modi per riprendersi il contado.
Fra il 1330 e il 1331 Enrico concepì un piano per invadere la Scozia alla testa di un esercito privato capitanato da lui e Balliol, nel 1331 i piani presero una piega più seria tanto che in giugno lui e David Strathbogie raggiunsero Balliol in Piccardia, ci vollero altro due visite per convincere Balliol di prendersi il trono di Scozia e finalmente egli partì per l'Inghilterra nell'inverno di quell'anno. Una volta giunto, venne sistemato nel castello di Standal di proprietà di Isabella de Vesci, sorella di Enrico. Nell'estate seguente l'invasione della Scozia era pronta.
La vittoria di Dupplin Moor permise a Balliol di recarsi a Scone dove venne incoronato re il 24 settembre, tuttavia c'era poco da gioire, il nuovo sovrano era solo, in una terra ostile, protetto da un esercito esiguo. Questo stato di cose obbligò Edoardo ad appoggiare apertamente il nuovo re di Scozia in cambio delle terre poste sul lato sud-orientale del paese all'Inghilterra. La proposta venne portata da Enrico a Edoardo, ma prima che potesse essere ratificata un gruppo di lealisti dei Bruce sorprese Balliol ad Annan scacciandolo dal paese.
Balliol rimase comunque sul trono di Scozia e nell'estate 1333 i suoi uomini si scontrarono con i lealisti alla Battaglia di Halidon Hill, gli uomini di Balliol vinsero ed Enrico e gli altri Diseredati ritornarono finalmente in possesso dei propri territori. Tuttavia la loro posizione era tutt'altro che sicura, nel settembre del 1334 il paese si sollevò in una rivolta di proporzioni tali da richiedere l'intervento inglese, per altro la coesione interna si andava sfaldando, Balliol e i Diseredati erano stati uniti dalla brama di terre e potere e questa stessa brama ora li divideva, il re ed Enrico litigarono circa le proprietà di un nobile rimasto ucciso ad Annan e questa non fu affatto una decisione saggia.
Il regime di Balliol andava a pezzi e dovette fuggire dalla Scozia, mentre Enrico si trovò assediato al castello di Dundarg da Andrew Murray (1298-1338) nuovo Guardiano di Scozia, trovandosi a corto di viveri Enrico fu costretto ad arrendersi il 23 dicembre 1334. Venne di nuovo imprigionato, ma gli inglesi pagarono il riscatto e per la campagna militare del 1335 era di nuovo libero, non si sa quando fece ritorno in Scozia o se vide mai più i propri domini di Buchan, il castello di Dunrag intanto venne distrutto per la seconda e ultima volta.

## La resa
Enrico partecipò alla campagna estiva del 1335, ma i risultati estivi vennero spazzati via dalla sconfitta che gli inglesi subirono alla Battaglia di Culblean del 30 novembre, da quel momento in poi il regno di Balliol ebbe termine, Perth tornò nelle mani dei lealisti e solo in alcune sacche isolate la sua causa restava viva. Nel Lochindorb Katherine Beaumont, figlia di Enrico e vedova di Strathbogie, era assediata da mesi dagli uomini di Murray ed il suo salvataggio permise ad Edoardo III di ammantare di cavalleria una delle sue imprese militari più distruttive. Le azioni militari inglesi presero la forma di spedizioni punitive volte ad azzerare la resistenza scozzese e a prevenire l'eventuale sbarco delle forze francesi. Edoardo all'inizio penso di dare il comando a Enrico di Lancaster, genero di Enrico, anche se poi decise di prendere il comando di persona. Egli, insieme ad Enrico e Balliol si diresse nell'Aberdeenshire nell'estate del 1336 mettendolo a ferro e fuoco.
L'anno seguente fu chiaro che la causa di Balliol era persa ed Edoardo sparò i primi fuochi di quella che divenne nota come Guerra dei cent'anni e anche Enrico parve ritenere di avere fatto abbastanza per i Diseredati tanto che, piuttosto di tornare in Scozia, seguì Edoardo nei Paesi Bassi e vi morì il 10 marzo 1340. Suo figlio John non chiese mai di riavere il contado di Buchan, così, quando sua moglie Alice morì nel 1349, la lunga lotta per quelle terre ebbe fine.

## Il matrimonio e i figli
Enrico sposò Alice Comyn, nipote del III conte di Buchan, attorno al 1310 ed insieme ebbero:
- John de Beaumont (1318circa-...) che sposò Eleonora di Lancaster, bisnipote di Enrico III d'Inghilterra
- Elizabeth de Beaumont (1320 circa-1400) che sposò Nicholas Audley, III barone Audley (1328 circa-1391)
- Isabella di Beaumont (1320 circa-1361) che sposò Enrico di Lancaster e divenne la nonna di Enrico IV d'Inghilterra
- Katherine de Beaumont, che sposò David III Strathbogie

## Ascendenza
|                                  |   |                         | Genitori                       |  |  | Nonni |  |  | Bisnonni             |  |  | Trisnonni               |  |
|                                  |   |                         |                                |  |  |       |  |  | Erardo II di Brienne |  |  | Gualtieri II di Brienne |  |
|                                  |   |                         |                                |  |  |       |  |  | Erardo II di Brienne |  |  | Gualtieri II di Brienne |  |
|                                  |   | Adele di Soissons       |                                |  |  |       |  |  | Erardo II di Brienne |  |  |                         |  |
| Giovanni di Brienne              |   |                         |                                |  |  |       |  |  | Erardo II di Brienne |  |  |                         |  |
|                                  |   | Agnese di Montfaucon    | Amadeo II di Montfaucon        |  |  |       |  |  |                      |  |  |                         |  |
|                                  |   | Agnese di Montfaucon    | Amadeo II di Montfaucon        |  |  |       |  |  |                      |  |  |                         |  |
|                                  |   | Agnese di Montfaucon    | Beatrice di Grandson-Joinville |  |  |       |  |  |                      |  |  |                         |  |
| Luigi di Brienne                 |   | Agnese di Montfaucon    |                                |  |  |       |  |  |                      |  |  |                         |  |
|                                  |   | Alfonso IX di León      | Ferdinando II di León          |  |  |       |  |  |                      |  |  |                         |  |
|                                  |   | Alfonso IX di León      | Ferdinando II di León          |  |  |       |  |  |                      |  |  |                         |  |
|                                  |   | Alfonso IX di León      | Urraca del Portogallo          |  |  |       |  |  |                      |  |  |                         |  |
| Berenguela di León               |   | Alfonso IX di León      |                                |  |  |       |  |  |                      |  |  |                         |  |
|                                  |   | Berenguela di Castiglia | Alfonso VIII di Castiglia      |  |  |       |  |  |                      |  |  |                         |  |
|                                  |   | Berenguela di Castiglia | Alfonso VIII di Castiglia      |  |  |       |  |  |                      |  |  |                         |  |
|                                  |   | Berenguela di Castiglia | Eleonora d'Inghilterra         |  |  |       |  |  |                      |  |  |                         |  |
| Enrico di Beaumont               |   | Berenguela di Castiglia |                                |  |  |       |  |  |                      |  |  |                         |  |
|                                  | … | …                       |                                |  |  |       |  |  |                      |  |  |                         |  |
|                                  | … | …                       |                                |  |  |       |  |  |                      |  |  |                         |  |
|                                  | … | …                       |                                |  |  |       |  |  |                      |  |  |                         |  |
| Raoul VIII, Visconte de Beaumont | … |                         |                                |  |  |       |  |  |                      |  |  |                         |  |
|                                  |   | …                       | …                              |  |  |       |  |  |                      |  |  |                         |  |
|                                  |   | …                       | …                              |  |  |       |  |  |                      |  |  |                         |  |
|                                  |   | …                       | …                              |  |  |       |  |  |                      |  |  |                         |  |
| Agnés de Beaumont                |   | …                       |                                |  |  |       |  |  |                      |  |  |                         |  |
|                                  |   | …                       | …                              |  |  |       |  |  |                      |  |  |                         |  |
|                                  |   | …                       | …                              |  |  |       |  |  |                      |  |  |                         |  |
|                                  |   | …                       | …                              |  |  |       |  |  |                      |  |  |                         |  |
| Agnes de la Fleche               |   | …                       |                                |  |  |       |  |  |                      |  |  |                         |  |
|                                  |   | …                       | …                              |  |  |       |  |  |                      |  |  |                         |  |
|                                  |   | …                       | …                              |  |  |       |  |  |                      |  |  |                         |  |
|                                  |   | …                       | …                              |  |  |       |  |  |                      |  |  |                         |  |
|                                  |   | …                       |                                |  |  |       |  |  |                      |  |  |                         |  |